# Elophos robusta
Elophos robusta là một loài bướm đêm trong họ Geometridae.